# 克桑贝 (夏朗德省)
克桑贝是法国夏朗德省的一个市镇，属于昂古莱姆区（Angoulême）圣阿芒德布瓦克斯县（Saint-Amant-de-Boixe）。该市镇总面积5.25平方公里，2009年时的人口为293人。

## 人口
克桑贝（Xambes）人口变化图示